# White Hell
White Hell es el sexto álbum de estudio realizado por la banda chilena de thrash metal, Criminal. Fue lanzado el 27 de febrero de 2010. A su vez es el tercer disco que se realiza ya con la banda establecida en el Reino Unido y el segundo con los actuales integrantes.
El álbum fue producido y lanzado junto a un Bonus DVD que salió a la venta en Europa en la misma fecha. En el DVD se recopilaron diversas presentaciones inéditas de la banda, por ejemplo el teloneo que se hizo a Megadeth en abril de 2008 frente a más de 10 000 personas en el Arena Santiago, en Santiago de Chile. 
Se grabó bajo el sello Massacre Records, sin embargo se utilizó el estudio de grabación del bajista Dan Biggin quien se encargó de la producción y asistencia de sonido en la edición final.
El primer sencillo, «21st Century Paranoia», fue presentado en Chile en enero del 2010 durante la gira White Hell Tour.
El disco posee una pista adicional en español llamado "Hermanos Dementes".
El 10 de marzo se estrenó el primer videoclip del álbum en el cual se utilizó el tema "Incubus". El video fue dirigido por Carlos Toro.

## Lista de canciones
Todas las canciones escritas y compuestas por Criminal. 
| Original |                         |          |  |
| N.º      | Título                  | Duración |  |
| 1.       | «21st Century Paranoia» | 3:51     |  |
| 2.       | «Crime and Punishment»  | 5:10     |  |
| 3.       | «Incubus»               | 3:44     |  |
| 4.       | «Black Light»           | 3:44     |  |
| 5.       | «The Deluge»            | 4:12     |  |
| 6.       | «Strange Ways»          | 4:40     |  |
| 7.       | «Mobrule»               | 2:56     |  |
| 8.       | «The Infidel»           | 4:09     |  |
| 9.       | «Invasion»              | 4:29     |  |
| 10.      | «Eyes of Temptation»    | 3:41     |  |
| 11.      | «Bastardom»             | 4:00     |  |
| 12.      | «Sons of Cain»          | 5:33     |  |
| 50:09    |                         |          |  |

## Integrantes
- Anton Reisenegger
- Dan Biggin
- Rodrigo Contreras
- Zack O´Neill